# Schloss Tegel
Schloss Tegel (også Humboldt-Schloss) er et slot i Tegel i bydelen Reinickendorf i Berlin, Tyskland. Slotsparken grænser til Tegelsøens nordlige bredde. Slottet og parken ejes i dag af familien v. Heinz, efterkommere efter familien v. Humboldt, som bebor slottet.
Slottet blev bygget i 1558 i renæssancestil. Kurfyrst Fredrik Wilhelm af Brandenburg lod det senere ombygge til jagtslot. Som del af godset Tegel kom slottet ved ægteskab i familien Humboldts eje i 1766, og blev familiesæde for Humboldt-slægten. Både Alexander von Humboldt og Wilhelm von Humboldt levede flere år her. Efter morens død overtog Wilhelm von Humboldt slottet i 1797. Han lod mellem 1820 og 1824 slottet ombygget i klassicistisk stil af den berømte preussiske arkitekt Karl Friedrich Schinkel. Samtidig blev også slotsparken nyanlagt af havearkitekten Peter Joseph Lenné.
I slotsparken befinder sig den humboldtske familiegrav, bygget i 1829, hvor både Alexander og Wilhelm von Humboldt er begravet. I 1983 blev slotsparken fredet.
Slotsparken var tidligere åben for besøgende. Efter uoverensstemmelser med bydelsadministrationen i Reinickendorf besluttede ejeren, Ulrich von Heinz, at lukke parken for offentligheden i maj 2005. Slottet gennemgår for tiden restaureringsarbejde.
52°35′42″N 13°16′35″Ø / 52.595°N 13.2764°Ø